# Saga of Tanya the Evil: La película
Saga of Tanya the Evil: La película (劇場版 幼女戦記 Gekijō-ban Yōjo Senki?) es una película de anime japonesa de 2019 perteneciente al género de acción, fantasía y ciencia ficción militar, basada en la serie de novelas ligeras Yōjo Senki de Carlo Zen y sirviendo como una secuela de la serie de anime emitida en 2017. El elenco y el personal repitieron sus papeles de la serie de televisión de anime.
Fue estrenado el 8 de febrero de 2019 en Japón.

## Argumento
Años después de la guerra, Adelheid von Schugel, ahora sacerdote, le explica a un reportero que el Imperio estaba en guerra porque todas las demás naciones temían su poder.
El Batallón de Magos Aéreos 203 está en una incursión en África contra las fuerzas de la República Libre y destruye su cuartel general. Tanya anuncia triunfalmente que el Batallón de Magos Aéreos 203 regresaría al Imperio para descanso y recuperación, pero a su regreso, Rerugen les ordena una misión de reconocimiento inmediata en la frontera este del Imperio con la Federación Russy. En la frontera, mientras el Batallón de Magos Aéreos 203 observa a las fuerzas de la Federación acumulando material de artillería pesada, recibe un mensaje que informa que la Federación ha declarado la guerra al Imperio. Tanya y el Batallón de Magos Aéreos 203 proceden a destruir todo el campamento enemigo. Propone un ataque directo a Moscú, la capital de la Federación, afirmando que su defensa antiaérea es tan pobre que un Cessna podría aterrizar en la Plaza Roja sin ser molestado. El cuartel general autoriza el ataque y el Batallón de Magos Aéreos 203 no tiene oposición en el aire porque la Federación ha enviado a sus magos a campos de internamiento.
Mientras tanto, la suboficial Mary Sioux se ha alistado en el ejército de los EE. UU. para vengar a su padre, Anton Sioux. Ella llega a Moscú con otros voluntarios militares multinacionales de la 42.a División de Vuelo para el entrenamiento de reclutas bajo el mando del oficial al mando, el teniente coronel William Drake, pero la 42.a División de Vuelo sufre bajas como resultado del ataque de Tanya. El Batallón de Magos Aéreos 203 utiliza la operación exitosa como una oportunidad para grabar imágenes de propaganda cantando el himno nacional imperial sobre Moscú. Loria, un miembro del gabinete de la Federación que padece pedofilia, es testigo del canto de Tanya y se enamora de ella.
Sin embargo, Mary se enfurece y desobedece las órdenes de Drake, despegando sola para enfrentarse al Batallón de Magos Aéreos 203. Los miembros restantes del 42.a División de Vuelo también se ven obligados a participar en la batalla donde sufren pérdidas debido a su inexperiencia. Mary se enfrenta a Tanya en un feroz duelo, pero es derrotada y más tarde se encuentra gravemente herida en un cráter rogando a Dios por el poder de matar a Tanya.
El Batallón de Magos Aéreos 203 y otros soldados imperiales celebran sus éxitos en el Campamento Temporal 21 de la Frontera Este Imperial, bebiendo toda la noche. El Batallón de Magos Aéreos 203 recibe una solicitud para ayudar a las Divisiones 3 y 22, que han sido rodeadas en Tiegenhoff. Tanya acepta ayudar, porque tomar el control de Tiegenhoff le daría al Imperio el control del principal centro ferroviario que conduce a la Federación. El 203 logra defender Tiegenhoff, para deleite de los soldados sitiados. De vuelta en Moscú, Loria sospecha que Tanya está en Tiegenhoff y aboga por el uso de un asalto masivo para capturar la ciudad.
La Federación comienza un ataque de oleadas humanas en Tiegenhoff, causando bajas masivas en ambos lados. La lucha continúa hasta el día siguiente, con la llegada del 42.a División de Vuelo y un vuelo de bombarderos, escoltados por cazas. Mary ve a Tanya y enfurecida, desobedece las órdenes de Drake atacando a Tanya sola, exhibiendo su poder mágico anormalmente masivo. Mientras se baten en duelo, Tanya sospecha que Mary ha sido influenciada por el "ser X". Mary incapacita a Tanya y la ataca violentamente en el suelo. Tanya logra herir gravemente a Mary, pero Drake la rescata. Con el asalto de la Federación detenido, Drake ordena al 42.a División de Vuelo que se retire. Tanya se da cuenta de que es poco probable que su "vida pacífica" imaginada se materialice debido a la intromisión del "ser X".
Tanya convence al Cuartel General Estratégico para que le permita trasladarse a la retaguardia durante dos meses para investigar tácticas de batalla de armas combinadas. Ella visita una iglesia y expresa euforia por haber sido eliminada del frente mientras insulta a "ser X". Para su horror, dos meses después, Zettour le informa a Tanya que se le dará el control del 8º Kampfgruppe 'Salamander': una unidad de armas combinadas que compren de artillería, infantería, tanques además de su propio Batallón de Magos Aéreos 203 para investigar la eficacia de su propia investigación.

## Reparto
| Personaje                              | Seiyū Japón        | Actor de doblaje Hispanoamérica |
| -------------------------------------- | ------------------ | ------------------------------- |
| Tanya Degurechaff                      | Aoi Yūki           | Jocelyn Robles                  |
| Viktoriya Ivanovna "Visha" Serebryakov | Saori Hayami       | Erika Langarica                 |
| Mary Sioux                             | Haruka Tomatsu     | Nycolle González                |
| William Douglas Drake                  | Toshiyuki Morikawa | José Gilberto Vilchis           |
| Matheus Johan Weiss                    | Daiki Hamano       |                                 |
| Wilibald Koenig                        | Jun Kasama         | Miguel Ángel Ruiz               |
| Rhiner Neumann                         | Daichi Hayashi     |                                 |
| Warren Grantz                          | Yūsuke Kobayashi   |                                 |
| Hans von Zettour                       | Hōchū Ōtsuka       | Arturo Mercado                  |
| Kurt von Rudersdorf                    | Tesshō Genda       | Armando Réndiz                  |
| Loria                                  | Chō                | Herman López                    |
| Erich von Rerugen                      | Shin'ichirō Miki   | Ferso Velázquez                 |
| Joseph Dzhugashvili                    | Takashi Inagaki    | José Luis Orozco                |
| Jotuck Hofen                           | Masaki Terasoma    | Dafnis Fernández                |
| Edgar                                  | Jun Fukushima      | Alberto Bernal                  |
| Vivi                                   | Mutsumi Tamura     | Analiz Sánchez                  |
| Isaac Dustin Drake                     | Binbin Takaoka     | Óscar Gómez                     |
| Severin Bientot                        | Ryōkan Koyanagi    | Irwin Daayán                    |
| Pierre Michelle de Lugo                | Takaya Hashi       | Óscar Rangel                    |
| Nicolai                                | Jun'ichi Yanagita  | Leonardo García                 |
| Andrew                                 | Susumu Akagi       | Jesús Cortez                    |
| Adelheid von Schugel                   | Nobuo Tobita       | Alejandro Villeli               |

## Recepción
La película fue un éxito comercial y de crítica, ganando 100 millones de yenes en sus primeros cinco días y 400 millones de yenes en total.
En general, la película recibió críticas generalmente positivas. Dave Trumbore de Collider revisó favorablemente la película y le otorgó una 'A-'. Trumbore escribió: "La guerra actúa como telón de fondo para estos dos magos increíblemente poderosos que terminan en un choque de mundos predestinado entre sí, y es una pelea que no querrás perderte". Jordan Ramée de GameSpot lo calificó con 7/10 y elogió la presentación de Mary Sioux como personaje, escribiendo: "Mary [Sioux] inyecta un nivel bienvenido de tensión en la historia y es un villano convincente para que Tanya pelee ", pero también señala que "aparte de la pelea final, las batallas carecen de la intensidad de una pelea aérea".